# 1987 في إستونيا
فيما يلي قوائم الأحداث التي وقعت خلال عام 1987 في إستونيا.

## أحداث
- 1 يناير – ثورة الغناء

## مواليد

### فبراير
- 7 فبراير – كيرلي مغنية إستونية.

### مارس
- 11 مارس – تانيل كانجيرت درّاج طريق إستوني.

### أبريل
- 10 أبريل – فلاديمير إيفانوف لاعب كرة مضرب إستوني.
- 24 أبريل – رين تاراما درّاج طريق إستوني.

### يوليو
- 10 يوليو – أناستاسيا فيرامينكا لاعبة كرة سلة بيلاروسية.

### أكتوبر
- 15 أكتوبر – أوت تاناك سائق رالي إستوني.

## وفيات

### أبريل
- 22 أبريل – اريكا نوفا (مواليد 1905) مهندسة معمارية إستونية.